# Pseudoschmidtia curticerca
Pseudoschmidtia curticerca is een rechtvleugelig insect uit de familie Euschmidtiidae. De wetenschappelijke naam van deze soort is voor het eerst geldig gepubliceerd in 1964 door Descamps.